# لولند
لولند (به دانمارکی: تلفظ دانمارکی: [ˈlʌˌlanˀ]؛ با املای قبلی: Laaland به معنای لغوی «زمین کم») چهارمین جزیره بزرگ دانمارک با مساحت ۱۲۴۳ کیلومتر مربع (۴۸۰ مایل مربع) است. این جزیره در دریای بالتیک و در بخشی از منطقه شیلند (Region Zealand) واقع است.
در ۱ ژانویه ۲۰۱۳ این جزیره ۶۲٬۵۷۸ نفر ساکن داشته است.